# Elizabeth Gutiérrez
Elizabeth Gutiérrez  (Los Angeles, 1 de abril de 1979), a modelo, atriz e empresária estadunidense de ascendência mexicana, mais conhecida por seu papel como Paola Irazábal na telenovela Acorralada. 

## Biografia
Elizabeth Gutiérrez filha de pais mexicanos, seu pai é de Jalisco e sua mãe de Durango, Elizabeth é filha caçula de seis irmãs e um irmão. Quando ela tinha cinco anos  de idade, sua família regressou para Jalisco onde estudou parte de sua infância em um colégio de freiras, anos depois quando ela tinha dez anos voltou com sua família a Estados Unidos.
Ela iniciou sua carreira no meio artístico, em um reality show da rede Telemundo chamado Protagonistas de Novela, no ano de 2003.
A partir daí, sua carreira como atriz começou em 2005 com a telenovela Olvidarte Jamás, da rede de televisão Venevisión, na qual interpretou a personagem Isabella, antagonista da história.
Durante os anos de 2006 e 2007 Elizabeth participou da telenovela Acorralada, também da rede Univisión, na qual fez o papel de Paola Irazabal, irmã do ator David Zepeda na trama, e de Willian Levy, seu marido e pai de seus filhos.
Também participa nas telenovelas Amor Comprado, com José Ángel Llamas e Zully Montero, na qual teve sua primeira personagem protagonista em 2008, "El Rostro de Analía", sua segunda participação como protagonista, em que interpretou duas personagens - esta última transmitida no México pela rede Televisa e Co protagonizada pelo ator argentino Martín Karpan.
Em 2009 ela trabalhou na quarta versão da telenovela Corazón Salvaje, para a Televisa. Nesta telenovela interpretou "Rosenda", uma das personagens antagonistas da trama junto a Aracely Arámbula, atuando também com Eduardo Yáñez entre outros.
Em setembro de 2016 estreou como empresária, lançando no mercado, uma linha de produtos de beleza chamada "ELY". A marca é composta por quatro produtos para cuidados básicos com a pele, são eles: creme de limpeza de pele, tonificante, creme hidratante e creme para os olhos. A idéia da atriz era criar uma linha acessível a todos. A atriz colocou o seu nome na marca porque queria tivesse o selo dela, e as pessoas relacionassem os produtos a ela. A atriz deixa claro que o seu companheiro Willian Levy a ajudou muito no processo da criação da linha.

## Vida pessoal
Elizabeth e William se conheceram em 2002 quando participaram do reality show “Protagonistas de novela”. Quatro anos depois, em 2006, nasceu o primeiro filho do casal Christopher. Em 2007 Elizabeth Gutiérrez e William Levy interpretaram irmãos na novela "Acorralada".
Ainda em 2007, William Levy começou a fazer sucesso no México por causa da novela “Acorralada”, sendo mais tarde convidado para trabalhar em uma trama mexicana de Carla Estrada chamada “Pásión”.
O sucesso do cubano fez com que ele saísse dos Estados Unidos e fosse morar no México, o com isso ele ficava longos períodos longe da sua família. Os dois passaram por alguns rompimentos, o primeiro rompimento dos atores foi em 2009. Pouco tempo depois do rompimento, o casal revelou que tinha reatado e que estavam esperando o segundo filho.
Em 2011, um ano depois que Kailey nasceu, o casal se separou novamente. Após alguns meses os famosos reataram o romance outra vez. Em 2014, William e Elizabeth anunciaram outra separação.

## Filmografia

### Telenovelas
- Quince (2020) ... Mariana Ramírez
- Milagros de Navidad (2017) ... Lolita Martínez
- El rostro de la venganza (2012)... Mariana San Lucas
- El fantasma de Elena (2010-2011) ... Elena Lafé de Girón
- Corazón salvaje (2009-2010) ... Rosenda Frutos
- El rostro de Analía (2008-2009) ... Ana Lucía "Analía" Moncada / Mariana Andrade Rodríguez de Montiel
- Amor comprado (2008) ... Mariana Gómez
- Acorralada (2007)... Paola Irazábal
- Olvidarte jamás (2006) ... Isabella Neira

### Reality Show
- Protagonistas de novela - (2003)

## Prêmios e Nomeações

### Prêmios TVyNovelas México
| Ano                     | Categoria          | Telenovela      | Resultado |
| ----------------------- | ------------------ | --------------- | --------- |
| Prêmios TVyNovelas 2010 | Revelação feminina | Corazón salvaje | Indicado  |